# 美浜サーキット
美浜サーキット（みはまサーキット）は、愛知県知多郡美浜町にあるサーキットである。2005年（平成17年）7月にオープン。現在、運営は株式会社美浜サーキット・クニモトが行なっている。

## コース
- 全長：1,200m
- 最大直線：250m
- 幅員：10～15m
- セーフティーゾーン：10～20m
- コーナー半径：最大40R、最小13R

## イベント

### 四輪
美浜ビギナージムカーナ（年4回開催。）
LATIN FESTA（2005年よりYZサーキットと持ち回りであったが、現在は当サーキットにて開催。）　

### 二輪
RIDING SPORT CUP：中部美浜シリーズ（2011年は年間5戦と夏冬の耐久レースの計7戦をシリーズ開催。）

### カート
美浜サマーカートフェスティバル：エンジョイ5時間耐久レース
各種のレンタルカートイベント

## 所在地
- 愛知県知多郡美浜町野間字馬池16

## アクセス

### 自動車（自家用車）
- 南知多道路美浜ICから約10分。

### 鉄道
- 名鉄知多新線 野間駅が最寄りであるが、やや距離がある。